# Międzybrodzie Żywieckie

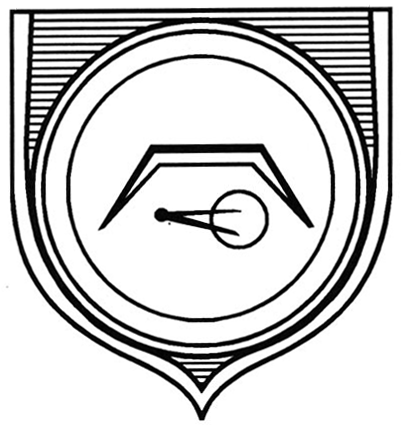
Nieoficjalny herb wsi Międzybrodzie Żywieckie

Międzybrodzie Żywieckie – wieś w gminie Czernichów, w powiecie żywieckim, w województwie śląskim. Powierzchnia sołectwa wynosi 1003 ha, a liczba ludności 1463, co daje gęstość zaludnienia równą 145,9 os./km².
Międzybrodzie jest miejscowością o charakterze turystyczno-letniskowym. Według danych z 1998 r. 1/4 domów to domy letniskowe, których w ostatnich latach ciągle przybywa.

## Położenie
Miejscowość położona jest na południowo-wschodnim brzegu Jeziora Międzybrodzkiego, utworzonego przez spiętrzenie wód na rzece Sole, w dolinie potoku Isepnica, na stokach gór Beskidu Małego – Żaru, Kiczery, Cisowej Grapy, Maleckiego i Jaworzyny.

## Historia
Historycznie miejscowość jest częścią księstwa oświęcimskiego. W 1564 roku wraz z całym księstwem oświęcimskim i zatorskim leżała w granicach Korony Królestwa Polskiego, znajdowała się w województwie krakowskim w powiecie śląskim. Po unii lubelskiej w 1569 księstwo Oświęcimia i Zatora stało się częścią Rzeczypospolitej Obojga Narodów w granicach, której pozostawało do I rozbioru Polski w 1772. W 1595 roku wieś Międzybrodzie położona w powiecie śląskim województwa krakowskiego była własnością kasztelana sądeckiego Krzysztofa Komorowskiego. Po rozbiorach Polski miejscowość znalazła się w zaborze austriackim i leżała w granicach Austrii, wchodząc w skład Królestwa Galicji i Lodomerii.
Pierwsza wzmianka o wsi pochodzi z 1598 jako należąca do klucza i parafii starożywieckich. Powstanie osady sięga XVI wieku, kiedy zaczęto tu karczować lasy i budować wsie podgórskie. Pierwsze ślady Międzybrodzia Żywieckiego przypisuje się osadnikom, którzy osiedlili się na prawym brzegu rzeki Soły. Powstały tam tzw. półrolki, a obecnie znajduje się zalew rzeki Soły.
Nazwa Międzybrodzie Żywieckie wzięła się stąd, iż prowadził tędy solno-miedziany szlak handlowy na Orawę i Węgry. Zmierzając tym szlakiem, kupcy musieli dwukrotnie brodzić przez rzekę Sołę. Dlatego miejsce pomiędzy tymi brodami nazwano Międzybrodziem. Drugi człon nazwy – Żywieckie – dołożono dopiero w XIX w., ponieważ wieś należała wówczas do parafii w Starym Żywcu.
Pod koniec XIX wieku wprowadzono tu tzw. „nauczanie zimowe”, polegające na nauce podstaw czytania i pisania. Szkoła podstawowa powstała w 1910 r. Mieściła się najprawdopodobniej w prywatnym domu, a w latach 20. wybudowano dopiero drewnianą szkołę, która do dziś jest wykorzystywana i mieści przedszkole. Po wojnie wybudowano nową szkołę, murowaną. Kilka lat temu dobudowano do niej nową salę gimnastyczną i inne pomieszczenia – gimnazjum.

## Lotnictwo
Zbocza Żaru, a przede wszystkim warunki termiczne i ukształtowanie wierzchołka góry, stały się obiektem zainteresowania polskich lotników już w latach 30. minionego wieku, w okresie dominacji polskiego lotnictwa w ówczesnej Europie. Ciche zbocze ożywiło się, gdy w latach 1934-1936 budowano tu lotnisko i szkołę pilotów szybowcowych, poprzedniczkę dzisiejszej Górskiej Szkoły Szybowcowej „Żar”. Atrakcją Żaru były latające szybowce, w których piloci szkolili się w zakresie lotów termicznych, żaglowych, falowych, wysokościowych i akrobacyjnych. Na Żarze rozegrano pierwsze po II wojnie światowej Międzynarodowe Zawody Szybowcowe Krajów Demokracji Ludowej (czerwiec 1949), w których polscy piloci na szybowcach „Sęp” odnieśli zdecydowane zwycięstwo. Od początku istnienia lotniska aż do końca lat 50. start szybowców odbywał się za pomocą gumowych lin naciąganych siłą ludzką. Lądowanie odbywało się u podnóża góry, a do transportu szybowców na szczyt służyła kolej szynowo-linowa. W latach 60. zaczęto używać do startu samolotów.

## Budowa zbiornika i elektrowni
Po katastrofalnej powodzi w 1957 r. ówczesny rząd PRL zdecydował ustabilizować i optymalnie wykorzystać dopływy górnej Wisły, w tym także rzekę Sołę. W 1960 r. Hydrobudowa Kraków, generalny wykonawca, rozpoczęła wstępne roboty, tj. budowę zaplecza, infrastruktury potrzebnej na okres budowy, oczyszczanie dna przyszłego zbiornika itp. Rozpoczęto też wywłaszczanie wsi Zadziele, Stary Żywiec, Zarzecze, Rędzina. Definitywne zakończenie robót nastąpiło w 1966 r. W wyniku inwestycji Soła:
- przez swoje trzy zbiorniki retencyjne (Tresna, Porąbka, Czaniec) istotnie może wpływać na regulację poziomu wody górnej Wisły
- ta sama woda może trzy razy w sposób ekologiczny wytwarzać najczystszą energię elektryczną w elektrowniach wodnych
- zaopatruje w wodę pitną również Górny Śląsk (zbiornik Czaniec)
- stwarza możliwości rozwoju turystyki i rekreacji na Żywiecczyźnie.

Drugie ożywienie Międzybrodzia i powstanie drugiej legendy góry Żar nastąpiło w latach 1970–1977, podczas budowy w Międzybrodziu Żywieckim elektrowni szczytowo-pompowej Porąbka-Żar. Na szczycie góry, w miejscu, w którym kiedyś stały hangary, powstał zbiornik wodny o pojemności 2 180 tys. m³. W związku z tym z dawnego lotniska na szczycie pozostał jedynie niewielki fragment. Tytułem rekompensaty Szkoła otrzymała od inwestora elektrowni nowe lotnisko z obszerniejszymi budynkami. W czasie budowy zbiornika wykonano drogę asfaltową na szczyt Żaru (ok. 7 km), która obecnie służy szkole, mieszkańcom i turystom. W 1975 r. została oddana do użytku elektrownia, jako pierwsza w Polsce.
O lokalizacji elektrowni zadecydowały wyjątkowo korzystne warunki topograficzne: duży spad przy małej odległości między zbiornikami oraz możliwość wykorzystania zagospodarowanej kaskady Soły. Góra Żar swoją popularność może zawdzięczać swojemu płaskiemu szczytowi, który najpierw wykorzystano na potrzeby szkoły szybowcowej, a później do budowy zbiornika wodnego zasilającego elektrownię znajdującą się we wnętrzu góry. Elektrownia jest pierwszą w kraju elektrownią podziemną. Jest przeznaczona przede wszystkim do regulacji systemu energetycznego w czasie szczytów i zapadów obciążenia. Zainstalowane w niej urządzenia należą do najnowocześniejszych na świecie (2004). Zbiornik górny elektrowni nie ma dopływu naturalnego, wykonany jest w obwałowaniach z miejscowego materiału. Obwałowania te są umocnione od zewnątrz ekranem asfaltobetonowym. Wahania lustra wody wynoszą 20 m. Obudowa eliptycznej komory maszynowni elektrowni jest żelbetonowa o grubości 0,8 m. Wewnątrz są 4 pompoturbiny w układzie pionowym, o łącznej mocy 500 MW, zdolne do pompowania wody na rekordową wysokość 420 m. Pompoturbiny pełnią rolę generatorów prądu oraz pomp tłoczących wodę z jeziora do górnego zbiornika. W godzinach szczytu energetycznego woda ze zbiornika na górze jest spuszczana w dół. Czas uruchamiania turbin to 180 s, czas opróżniania zbiornika – 4 h, czas pompowania wody z dolnego do górnego zbiornika – 5,5 h.

## Turystyka
Od 2004 funkcjonuje kolej linowo-terenowa na Żar. Powstała ona na torach dawnego wyciągu szybowcowego, które zostały jedynie odpowiednio przygotowane do tego celu. Miejscowi piloci wiedzieli już wcześniej o modernizacji kolei na Gubałówkę, dlatego zaproponowali przeniesienie dawnej do Międzybrodzia Żywieckiego i zorganizowanie obok niej trasy narciarskiej. 12 sierpnia 2003 Przedsiębiorstwo Robót Kolejowych przystąpiło do realizacji inwestycji, a po 130 dniach, 30 grudnia 2003, nastąpiło uroczyste oddanie Kolei Linowo-Terenowej do eksploatacji. Zwłaszcza zimą (kiedy działa ośrodek narciarski na górze Żar), jest ona atrakcją Międzybrodzia Żywieckiego i Beskidu Małego.
Na górze Żar, na asfaltowej drodze na szczyt, występuje niecodzienne zjawisko. Przedmioty puszczane po asfaltowej drodze wydają się toczyć w pod górę – wbrew grawitacji, jednak jest to tylko złudzenie optyczne.

## Religia
Na terenie wsi działalność duszpasterską prowadzi Kościół Rzymskokatolicki (parafia NMP Nieustającej Pomocy).

## Filmy realizowane w Międzybrodziu Żywieckim
- Pierwszy start – film o szybownictwie, rok produkcji 1950[11]
- Latające machiny kontra Pan Samochodzik – film przygodowy dla młodzieży, rok produkcji 1991, premiera 1991, reżyseria Janusz Kidawa

## Galeria

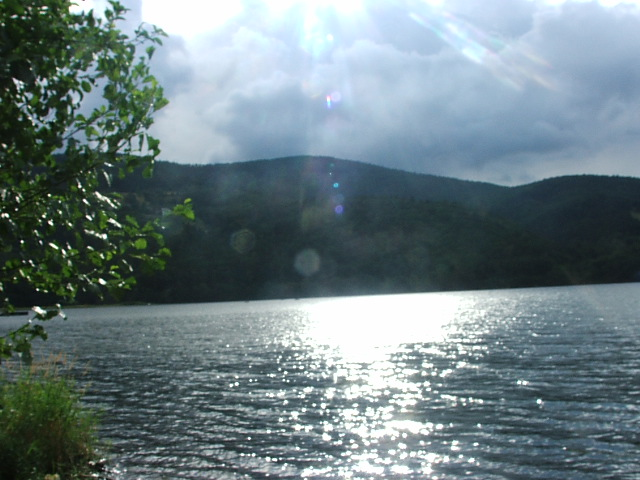
Widok na Jezioro Międzybrodzkie
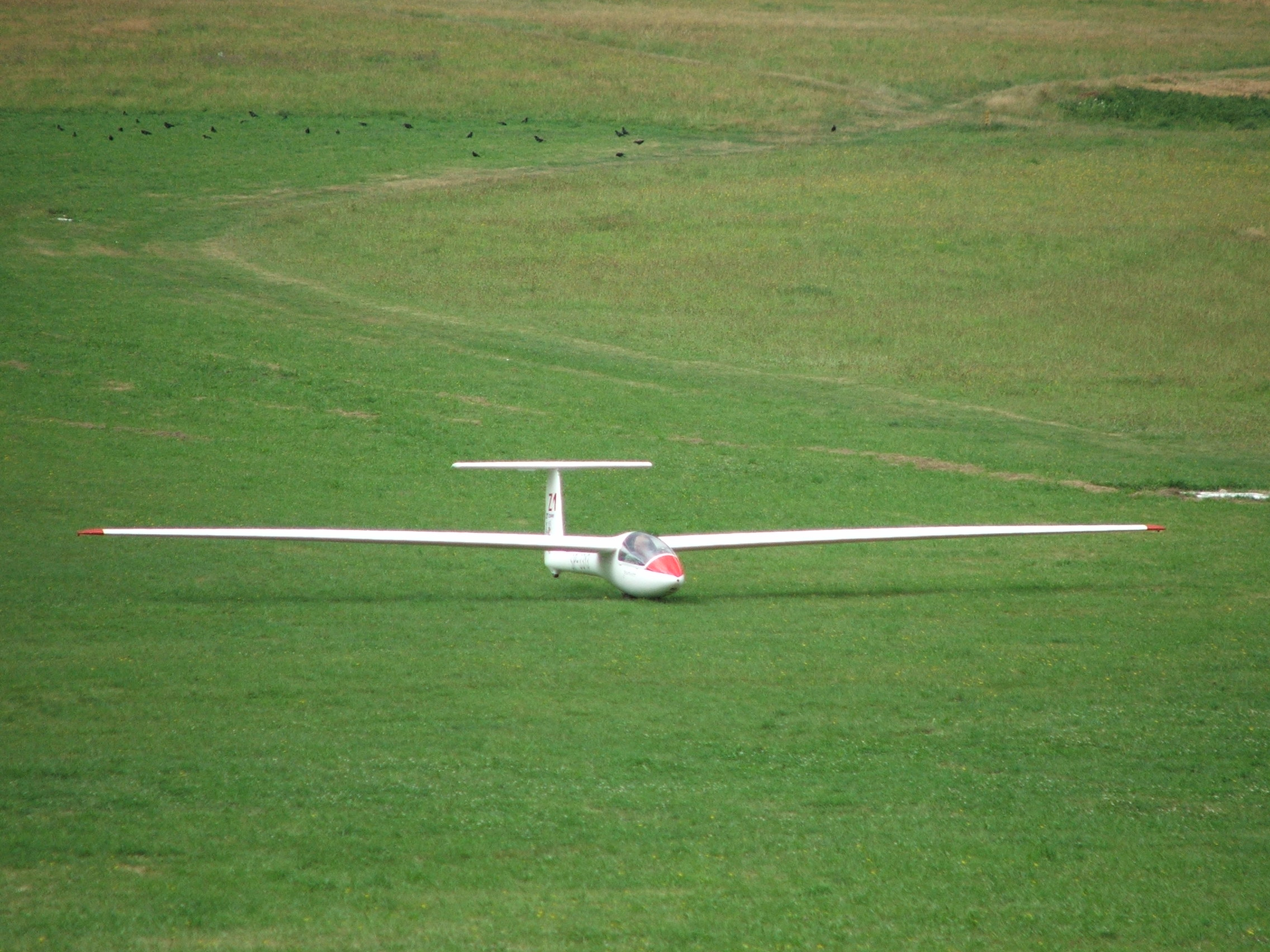
Szybowiec lądujący na lotnisku
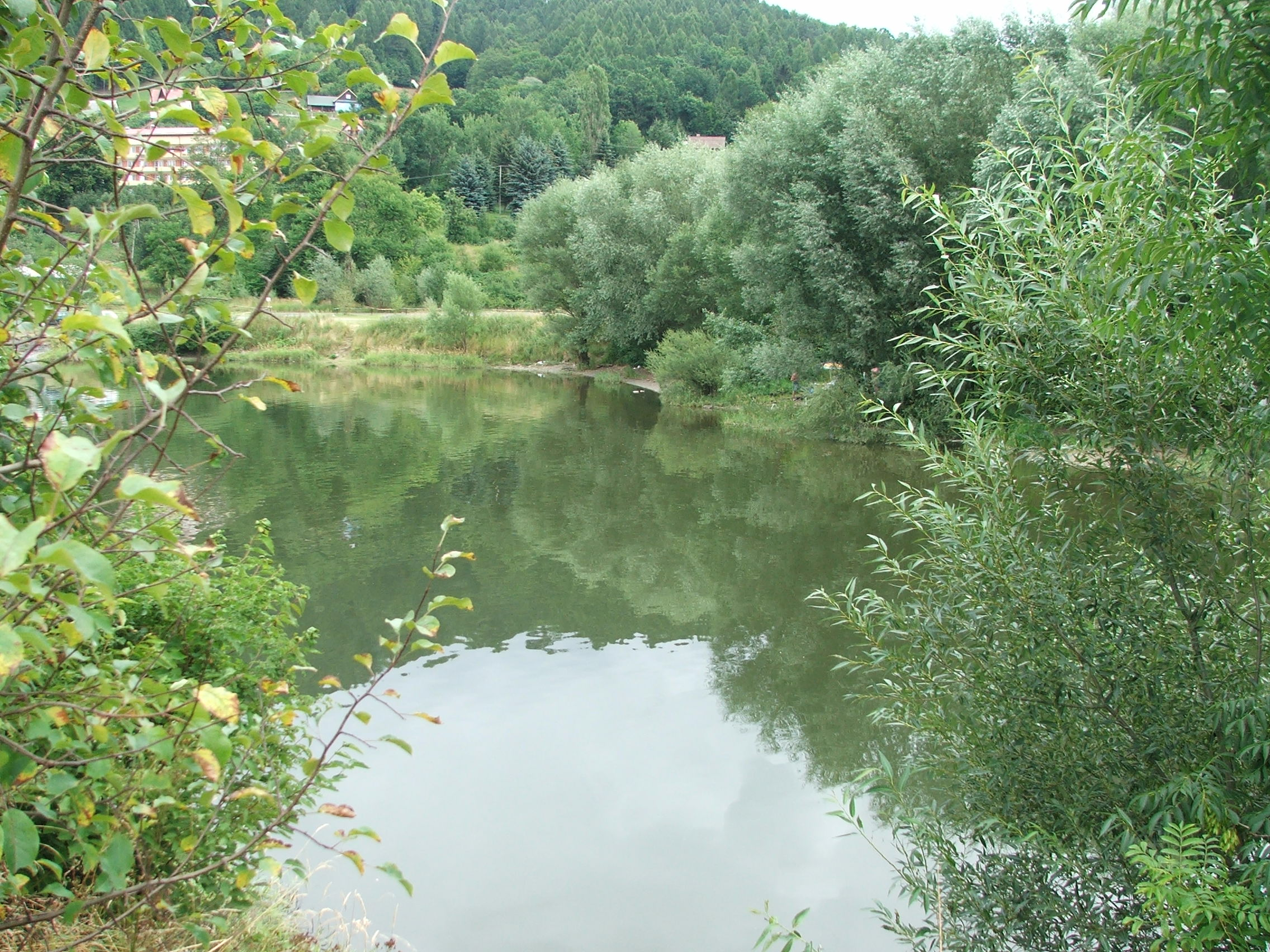
Roślinność nad jeziorem
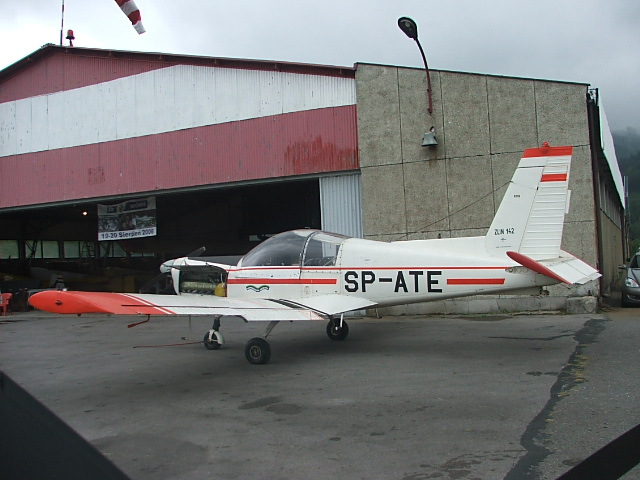
Samolot na lotnisku szybowcowym
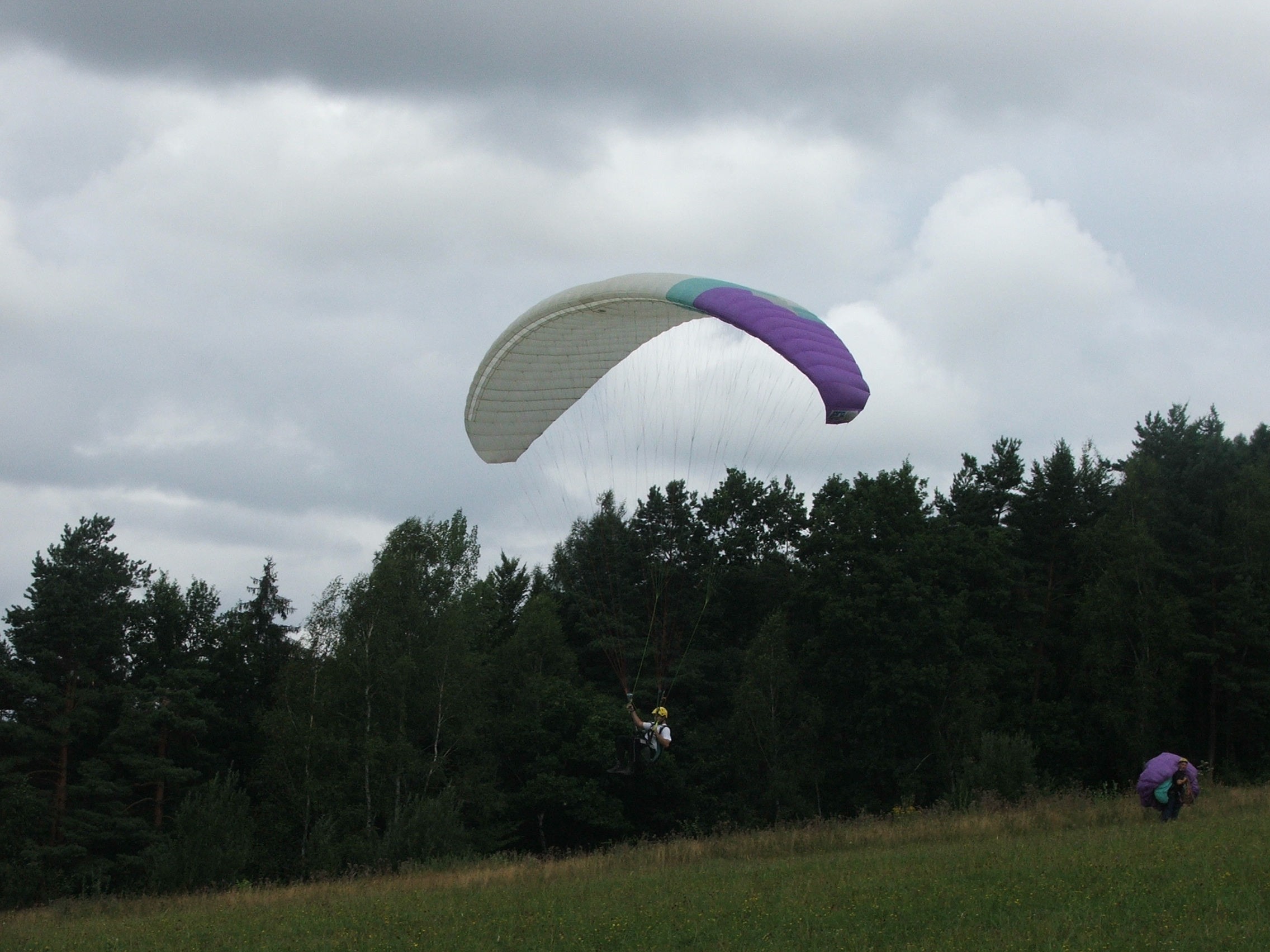
Paralotniarz na Górze Żar
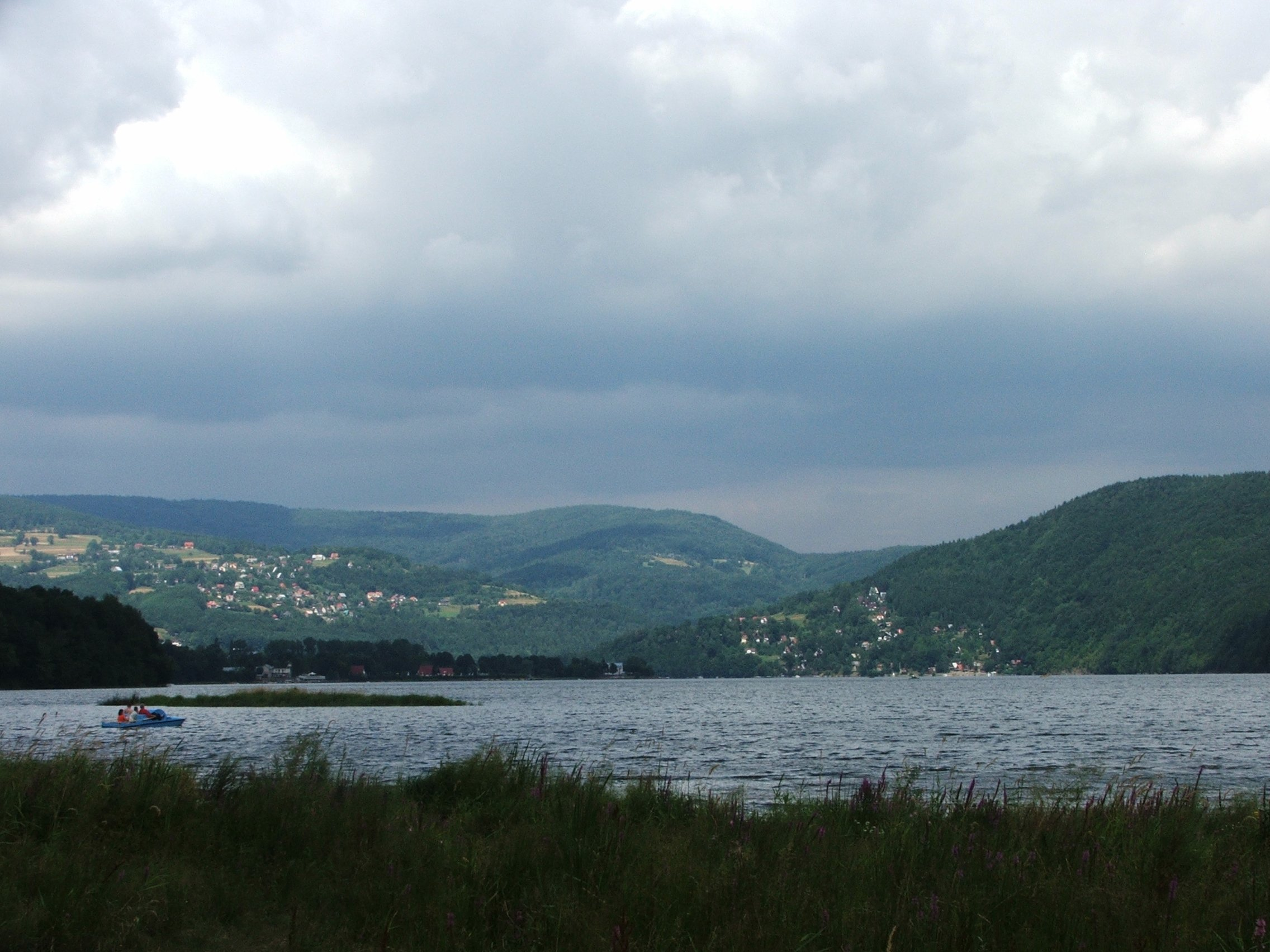
Kolejny widok na jezioro
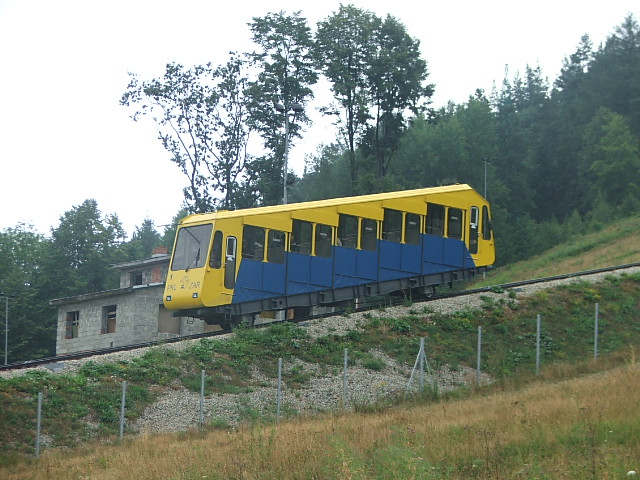
Wagonik kolei na górę Żar
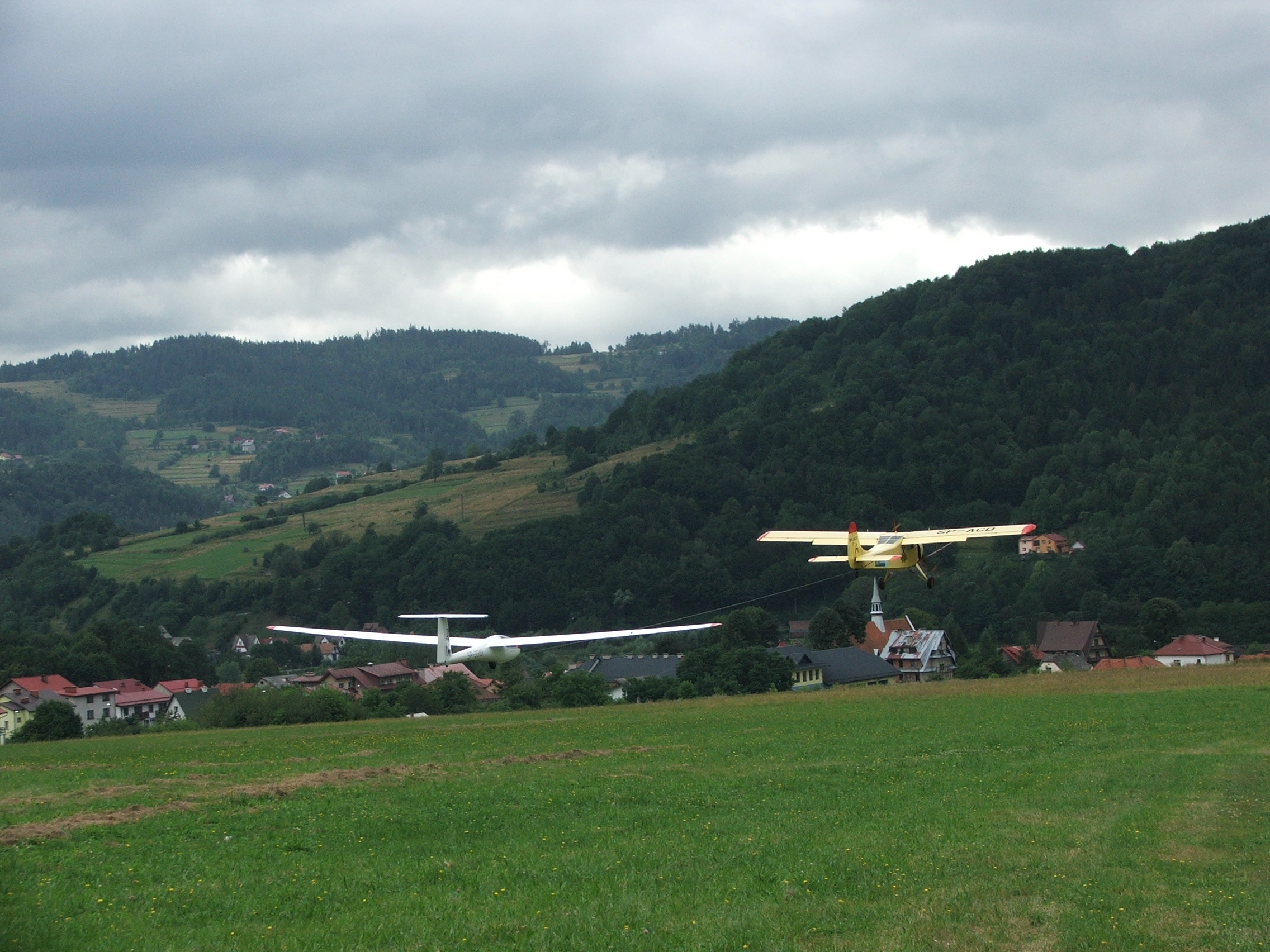
Start szybowca na Lotnisku w Międzybrodziu Żywieckim